# Неліберальна демократія
Неліберальна демократія — система правління при якій, незважаючи на вибори, через відсутність громадянських свобод, громадяни позбавлені знань про діяльність тих, хто здійснює реальну владу.
Правителі неліберальної демократії можуть ігнорувати або обходити конституційні обмеження своєї влади . Вони також схильні ігнорувати волю меншості, що робить демократію неліберальною. Вибори в неліберальній демократії часто фальсифікують, використовують для легітимізації та консолідації чинного президента, а не для вибору лідерів і політики країни.
На думку деяких теоретиків, неліберальна демократія принципово недемократична, і тому віддають перевагу таким термінам, як виборчий авторитаризм, конкурентний авторитаризм або м’який авторитаризм.

## Походження та опис
Термін неліберальна демократія був використаний Фарідом Закарією в 1997 році у журналі Foreign Affairs.
За словами Закарії, неліберальні демократії збільшуються в усьому світі і все більше обмежують свободи людей, які вони представляють. Закарія зазначає, що на Заході виборча демократія та громадянські свободи йдуть рука об руку. Але в усьому світі ці дві концепції розходяться. На думку Закарії, демократія без конституційного лібералізму породжує централізовані режими, розмивання свободи, етнічну конкуренцію, конфлікти та війни. Останні наукові дослідження розглядають, чому вибори, інститути, які зазвичай асоціюються з лібералізмом і свободою, призвели до таких негативних результатів у неліберальних демократіях. Гібридні режими — це політичні системи, в яких механізм визначення доступу до державної посади поєднує як демократичну, так і автократичну практику. У гібридних режимах свободи існують, і опозиції дозволяється легально конкурувати на виборах, але система стримувань і противаг стає недіючою.
Тип режиму важливий для неліберальних демократій. Це тому, що неліберальні демократії можуть виникнути як із консолідованих ліберальних демократій, так і з авторитарних держав. Спочатку Закарія написав свою роботу, використовуючи термін неліберальна демократія як синоніми з псевдоавтократією, але сьогодні вони використовуються для опису країн, які потенційно демократично відстають.
Дженніфер Ганді вважає, що багато автократів дозволяють виборам у своєму уряді стабілізувати та зміцнити їхні режими. По-перше, Ганді вважає, що вибори допомагають лідерам подолати загрози з боку еліти та мас, заспокоюючи тих, хто здатний узурпувати владу грошима та забезпечуючи співпрацю широкої громадськості політичними поступками. Ганді також стверджує, що неліберальні вибори служать іншим корисним цілям, таким як надання автократам інформації про своїх громадян і встановлення легітимності як всередині країни, так і в міжнародному співтоваристві, і що ці різноманітні функції повинні бути з’ясовані в майбутніх дослідженнях. Один із прикладів стійкості режиму, який забезпечує неліберальна демократія, проілюстрований єгипетським режимом Мубарака. За тривалого правління Мубарака вибори забезпечував механізм, за допомогою якого еліти купували голоси для підтримки уряду (шляхом розподілу необхідних товарів і ресурсів серед громадськості) з метою придбання парламентської недоторканності. Це дозволило їм накопичувати незаконні багатства та черпати з державних ресурсів без правових наслідків. Такі дослідження показують, що, враховуючи функцію забезпечення стабільності неліберальних виборів, держави, які керуються в умовах неліберальної демократії, можуть мати низькі перспективи переходу до демократичної системи, захищеної конституційними свободами.
Щоб запобігти цій проблемі та сприяти розвитку ліберальної демократії за допомогою вільних і чесних виборів, Закарія пропонує міжнародній спільноті та Сполученим Штатам сприяти поступовій лібералізації суспільств. Закарія просуває такі інститути, як Світова організація торгівлі, Федеральна резервна система та контроль над владою у формі судової влади, щоб сприяти демократії та обмежити владу людей, що може бути руйнівним. Неліберальні демократичні уряди можуть вважати, що вони мають право діяти так, як вони вважають за потрібне, доки проводяться чергові вибори. Відсутність таких свобод, як свобода слова та свобода зібрань, надзвичайно ускладнює протистояння. Правителі можуть централізувати повноваження між гілками центральної влади та місцевою владою (не демонструючи поділу влади). ЗМІ часто контролюються державою і рішуче підтримують режим. Неурядові організації можуть зіткнутися з обтяжливими правилами або просто під забороною. Режим може використовувати бюрократію, економічний тиск, ув'язнення або насильство проти своїх критиків. Закарія вважає, що конституційний лібералізм може принести демократію, а не навпаки.

## Типи
Існує широкий спектр неліберальних демократій: від тих, які є майже ліберальними, до тих, які представлені майже відкритою диктатурою. Один із запропонованих методів визначення того, чи є режим неліберальною демократією, полягає в тому, щоб визначити, чи при ньому проводяться регулярні, вільні, чесні та конкурентні вибори для зайняття основних посад влади в країні, але при цьому режим не кваліфікується як вільний у щорічних рейтингах громадянських свобод і політичних прав Freedom House. У статті Роша Менокала, Фріца і Ракнера описується поява неліберальних демократій та обговорюються деякі їхні спільні характеристики. Менокал, Фріц і Ракнер намагаються виявити схожість між неліберальними демократіями та гібридними режимами. Вони стверджують, що «демократичний оптимізм» у 1990-х роках — після розпаду Радянського Союзу — призвів до появи гібридних режимів, які дотримуються неліберальних цінностей. Спочатку західні держави припускали, що демократична консолідація відбудеться автоматично, і нехтували альтернативами. Насправді неконсолідація демократії призвела до виникнення гібридних режимів, які володіють «неліберальними цінностями».

## Випадки нелібералізму
У промові 2014 року, після перемоги на першому переобранні, прем’єр-міністр Угорщини Віктор Орбан описав своє бачення майбутньої Угорщини як «неліберальної держави». У його інтерпретації «неліберальна держава» не відкидає цінності ліберальної демократії, але й не приймає її як центральний елемент державної організації. Орбан назвав Сінгапур, Росію, Туреччину та Китай прикладами «успішних» країн, «жодна з яких не є ліберальною, а деякі навіть не є демократичними».
У своїй книзі «Майбутнє свободи: Неліберальна демократія на батьківщині та за кордоном» індійсько-американський політолог Фаррід Закарія проаналізував та описав Індію як найбільшу неліберальну демократію у світі.
Прикладом неліберальної демократії також можна назвати Сінгапур, особливо під час правління першого прем'єр-міністра Лі Куан Ю.
У репортажі CNN 2015 року Закарія сказав, що Туреччина під керівництвом Реджепа Тайіпа Ердогана стала хрестоматійним прикладом неліберальної демократії. Ерік Мейерссон зауважує, що у 2015 році за рейтингом свободи Freedom House, Туреччина посіла останнє місце серед електоральних демократій, отримавши гірші результати за мірою свободи, ніж деякі країни, які навіть не вважаються виборчими демократіями.
У США Республіканська партія останніми роками зіткнулася з критикою за те, що вона стає все більш неліберальною під керівництвом колишнього президента Дональда Трампа. Згідно з дослідженням Інституту V-Dem, Республіканська партія стала більш неліберальною та популістською за останні два десятиліття із значним зростанням під керівництвом Дональда Трампа. Деякі вважають небезпечним для серця ліберальної демократії популістський стиль управління Трампа, а також байдужість до традиційних демократичних союзників і вихвалянням інших «сильних правителів» у світі, як-от Путін.

## Відносини з популізмом
З огляду на різні типи та різні приклади ілюстрацій, які обговорюються, ключовим компонентом у розвитку неліберальних демократій є популізм. Нинішні лідери популізму, особливо в західних державах, наслідують тенденцію пропагування неліберальних цінностей, яскравим прикладом яких є виключення іммігрантів і відкриті ксенофобські заяви. Цю тенденцію називають «ксенофобським популізмом».
У своїй статті Кас Мудде і Крістобаль Кальтвассер стверджують, що популізм — хоча й оточений негативними конотаціями — є демократичним за своєю природою, оскільки він дає право голосу людям і в значній мірі слідує ідеї мажоритарного правління. Проблема виникає всередині ліберальних демократій, оскільки ліберальні цінності та демократія внутрішньо суперечать одна одній. Демократія передбачає мажоритарне правління, а ліберальні цінності — захист меншин. Крім того, популізм є продуктом демократії, але загалом лідери популізму намагаються використовувати демократичний аспект ліберальних демократій, щоб підірвати лібералізм. Це тісно пов’язано з аргументом Закарії. Мудде і Кальтвассер намагаються встановити ідею про те, що зростання популізму підриває ліберальні цінності, оскільки популізм за своєю суттю відкидає множинність і захист меншин — часто очевидні ліберальні цінності.
Більше того, Шері Берман підтримує ідею, що демократія, яка не контролюється лібералізмом, може призвести до популістського — і в деяких аспектах небезпечного — правління, але далі каже, що ліберальні цінності, які не контролює демократія, можуть бути настільки ж небезпечними, адже це може призвести до олігархічного правління. Берман по-іншому дивиться на роль популізму і вважає, що скоріше ослаблення демократичних інституцій призведе до зростання популізму та занепаду ліберальних демократій. Обговорюючи це питання, Берман на прикладі західних держав — Сполучених Штатів та Європи — пояснює причину популістської реакції національному уряду, який нехтує інтересами пересічних громадян щодо бізнес-еліти. Підсумовуючи, Берман намагається продемонструвати, що популізм призвів до зростання неліберальних демократій, тоді як популізм набув популярності в результаті того, що демократичні інституції занадто керуються елітою.

## Критика
Такі письменники, як Стівен Левіцкі та Лукан Вей, відкидають концепцію неліберальної демократії, кажучи, що вона лише «мутить воду» на тій підставі, що якщо в країні немає опозиційних партій і незалежних ЗМІ, вона не є демократичною. Вони вважають, що такі терміни, як «неліберальна демократія», є невідповідними для деяких із цих держав, тому що цей термін означає, що ці режими є в основі демократій, які пішли не так. Левицький і Вей стверджують, що такі держави, як Союзна Республіка Югославія під керівництвом Слободана Милошевича, Зімбабве та пострадянська Росія ніколи не були по-справжньому демократичними і не розвивалися в напрямку демократії, а скоріше мали тенденцію до авторитаризму, незважаючи на проведення виборів, які іноді викликали запеклу боротьбу. Таким чином, Левицький і Вей придумали новий термін, щоб прибрати позитивний відтінок демократії з цих держав і відрізнити їх від демократій з недоліками або демократій, що розвиваються — конкурентний авторитаризм.
За словами Войцеха Садурського, «неліберальна демократія є значною мірою оксюмороном» у Польщі, оскільки «демонтаж різноманітних стримувань і противаг, а також багатьох демократичних інституцій, пов’язаних з виборами та судовим контролем, правляча партія значно послаблює демократичний характер держави. Садурський віддає перевагу терміну «плебісцитарний авторитаризм».
У 1998 році Марк Платтнер сказав, що демократія і лібералізм мають турбулентні відносини, де протягом історії вони постійно відштовхують і притягують один одного. Платтнер вважає, що зростання неліберальних демократій є лише частиною циклу демократизації, коли демократизація держав часто переходить від ліберальних до неліберальних тенденцій. Виходячи з цього, Платтнер вважає, що завдяки ретельній допомозі консолідованих демократій ці «неліберальні демократії» можуть повільно виштовхувати себе з цього кола.
Згідно з дослідженням політолога Університету Джорджа Вашингтона Майкла К. Міллера, багатопартійні автократичні вибори передбачають значно кращі результати щодо здоров’я, освіти, гендерної рівності та основних свобод порівняно з невиборчою автократією. Вплив на здоров’я та освіту такий же сильний, як і вплив демократії, і значно кращий, ніж у невиборній автократії.